# Cristina Garmendia

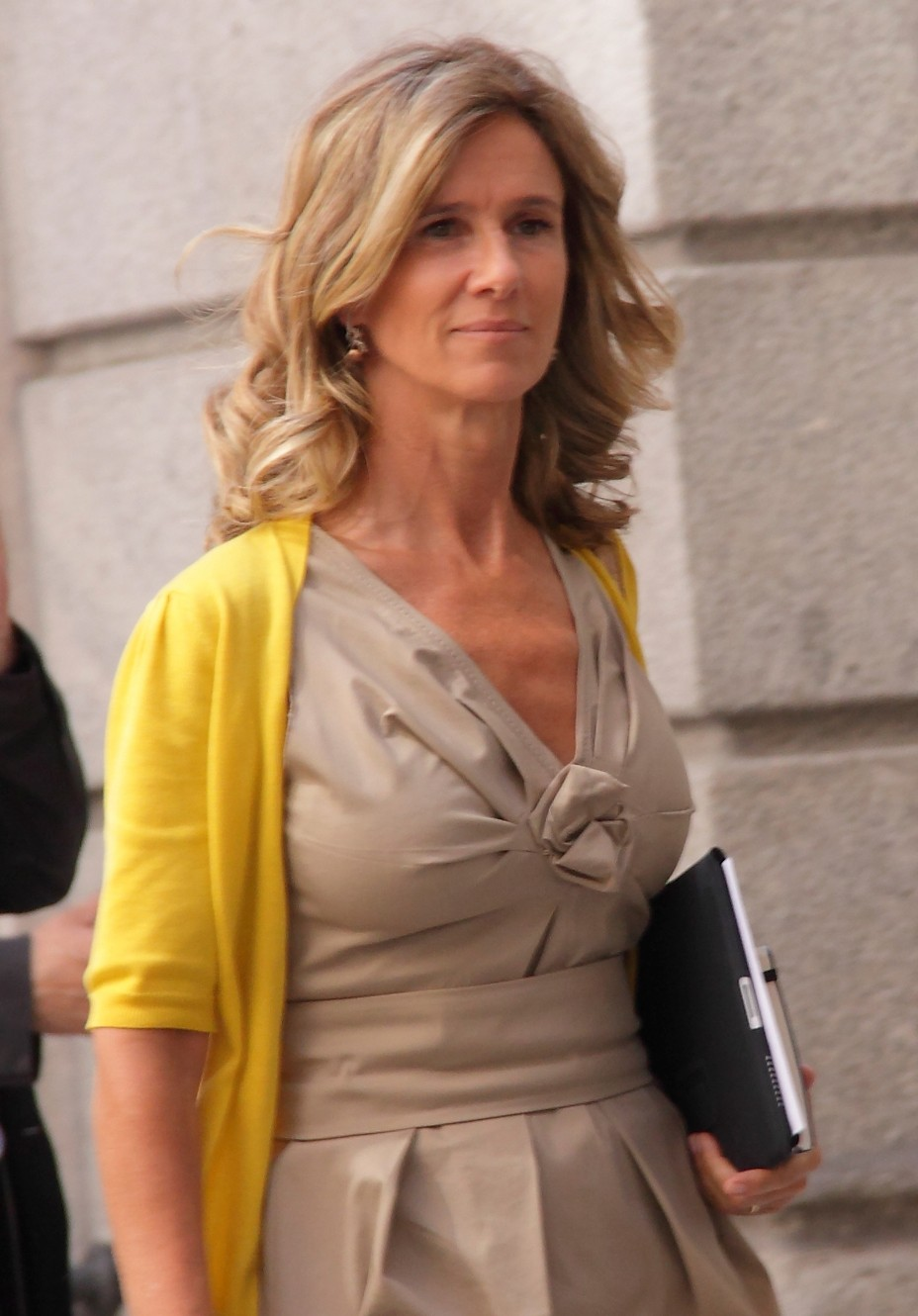
Cristina Garmendia (2011)

Cristina Garmendia Mendizábal (* 21. Februar 1962 in San Sebastián) ist eine spanische Biologin, Managerin und Politikerin. Von 2008 bis Dezember 2011 war sie spanische Ministerin für Wissenschaft und Innovation.
1989 wurde sie an der Universität Madrid mit einer Dissertation im Bereich Mikrobiologie promoviert. An der Universität Navarra machte sie 1992 einen Master-Abschluss in Betriebswirtschaftslehre. 2001–2008 war sie Vorsitzende des unternehmensübergreifenden Forschungsinstituts Genetrix sowie 2005–2008 des Biotechnologie-Branchenverbandes ASEBIO. Bei Genetrix arbeitete sie unter anderem an Therapien auf Basis von adulten Stammzellen. 2008 wurde sie spanische Ministerin für Wissenschaft und Innovation. Bis 2019 war sie Aufsichtsratsvorsitzende der Sygnis AG.

## Orden und Ehrenzeichen
- Orden Karls III., 2011